# مسیه (دهانه)
مسیه یک دهانه برخوردی در ماه‌ است.

## دهانه‌های اقماری
این دهانه ۶ دهانه اقماری دارد.
| Messier | عرض جغرافیایی | طول جغرافیایی | قطر          |
| ------- | ------------- | ------------- | ------------ |
| A       | ۲.۰° S        | ۴۷.۰° E       | ۱۳.۰ کیلومتر |
| B       | ۰.۹° S        | ۴۸.۰° E       | ۶.۰ کیلومتر  |
| E       | ۳.۳° S        | ۴۵.۴° E       | ۵.۰ کیلومتر  |
| D       | ۳.۶° S        | ۴۶.۳° E       | ۸.۰ کیلومتر  |
| J       | ۱.۵° S        | ۵۲.۱° E       | ۴.۰ کیلومتر  |
| L       | ۱.۲° S        | ۵۱.۸° E       | ۶.۰ کیلومتر  |